# Jakabhegyi kollégium
A Jakabhegyi kollégium a Pécsi Tudományegyetem egyik kollégiuma Pécsen. Az épületet 1994-1995-ben az IMS tartószerkezet megerősítésekor részlegesen felújították. Állapota általában elfogadható. Jó a belső fűtési rendszer, jól működik az elektromos hálózat.
A kilencvenes évek közepén szerkezeti felújítást kellett végrehajtani az épületen, mely hasonlóan az 1989 óta kiürített  ún. "huszonnégyemeletes" lakóházhoz IMS-technológiával épült, így a betonelemeket tartó vasszerkezetek rozsdásodása veszélyt jelenthetett volna.

## Lakhatási feltételek
Az épületben 637 férőhely van. Az eltolt szintes, teraszos kialakítású épület 7 emeletén 5 db háromágyas, 133 db négyágyas, és 18 db ötágyas lakószoba van.
- Az épület alapterülete: 9777 m²
- Lakóterület: 4099 m²
- Közlekedő területe: 2021 m²
- Vizesblokk területe: 746 m²
- Konyha területe: 138 m²
- Egyéb helyiségek területe: 2773 m²

Közösségi célú terület: A szinteken közös terület nincs. De mindent kárpótol az épülethez tartozó hatalmas klubterem: 160 m² (0,25 m²/fő), ahol a rendezvényeket tartják.
Lakók megoszlása: Elsősorban a TTK-s hallgatók lakják, de jelentős a Műszaki kar és a BTK rész-aránya is. Férőhelye van a Művészeti Karnak is.

## Működő hallgatói csoportok
- Kollégiumi Bizottság (önkormányzat). A kollégisták évente választják őket. Segítik a kollégium belső életének szervezését, felügyeletét, szervezik a közösségi megmozdulásokat, a ki- és beköltözéseket. Önálló pénzalappal rendelkeznek, melyet a kollégiumra fordítanak. A Kollégiumi Bizottság által szervezett programok: félévente sorra kerülő Jakabhegyi Napok (vetélkedők, sportversenyek, közös főzés, kirándulások).